# Sais klagesi
Sais klagesi är en fjärilsart som beskrevs av Andrej Nikolajewitsch Avinoff 1926. Sais klagesi ingår i släktet Sais och familjen praktfjärilar. Inga underarter finns listade.